# IPad mini
iPad mini – tablet firmy Apple o przekątnej ekranu 7,9 cala (standardowy iPad ma ekran 9,7”).

## iPad mini
iPad mini – pierwszy w historii firmy Apple tablet o przekątnej ekranu 7,9 cala (standardowy iPad ma ekran 9,7”). Został zaprezentowany podczas konferencji prasowej 23 października 2012 roku. Jego wnętrze zawiera elementy znane z iPada 2, a ekran ma dokładnie tę samą rozdzielczość 1024x768 pikseli.

### Specyfikacja
Wymiary tabletu iPad mini to 200 x 134,7 x 7,2 mm. Jest dostępny w wersji Wi-Fi (waga 308 gramów) oraz Wi-Fi + Cellular (waga 312 gramów). Istnieją trzy warianty pamięci wewnętrznej: 16 GB, 32 GB i 64 GB. Ekran o przekątnej 7,9” jest podświetlany diodami LED i wykonany w technologii IPS. Został on pokryty powłoką oleofobową, odporną na odciski palców. Zagęszczenie pikseli wynosi 162 ppi. Ipad mini wyposażono w dwurdzeniowy procesor A5, o taktowaniu 1 GHz. Jest on wspierany przez 512 MB pamięci RAM. Tablet ma dwie kamery. Frontowa, o rozdzielczości 1,2 megapiksela, umożliwia rozmowy za pośrednictwem FaceTime w jakości HD. Kamera iSight, umieszczona z tyłu, ma 5 megapikseli i pozwala na nagrywanie filmów HD 1080p. Tablet wyposażono również w nowe złącze Lightning oraz asystentkę Siri. iPad mini aktualnie pracuje z systemem iOS 9.3.6.
Tablet ma wbudowane aplikacje, m.in. przeglądarkę internetową Safari, skrzynkę mailową Mail, czytnik e-booków iBooks, nawigację Mapy, sklep z aplikacjami App Store oraz program do przerabiania zdjęć Photo Booth. W zestawie, do iPada producent dołącza przewód ze złącza Lightning na USB oraz zasilacz USB.  

## iPad mini 2
iPad mini 2, iPad mini z wyświetlaczem Retina – druga generacja iPada mini została zaprezentowana 22 października 2013 roku. Nowy model otrzymał ekran Retina o rozdzielczości 2048×1536 (326ppi), a także 64-bitowy procesor Apple A7, zbliżony do tego, który napędza iPada Air. Zwiększono również pamięć RAM do 1024MB. Do sprzedaży urządzenie trafiło 12 listopada 2013. 

### Specyfikacja
Wymiary tabletu iPad mini 2 to 200 x 135 x 7,5 mm. Jest dostępny w wersji Wi-Fi (waga 330 gramów) oraz Wi-Fi + Cellular (waga 340 gramów). Istnieją cztery warianty pamięci wewnętrznej: 16 GB, 32 GB, 64 GB oraz 128GB. Ekran o przekątnej 7,9” jest podświetlany diodami LED i wykonany w technologii IPS. Został on pokryty powłoką oleofobową, odporną na odciski palców. Zagęszczenie pikseli wynosi 326 ppi. iPad mini 2 wyposażono w dwurdzeniowy procesor A7, o taktowaniu 1,3 GHz. Jest on wspierany przez 1024 MB pamięci RAM. W odróżnieniu od poprzednika jest on dodatkowo wyposażony w osobny koprocesor Apple M7, który cały czas mierzy naszą aktywność (dokładne ruchy iPada). Tablet ma dwie kamery. Frontowa, o rozdzielczości 1,2 megapiksela, umożliwia rozmowy za pośrednictwem FaceTime w jakości HD. Kamera iSight, umieszczona z tyłu, ma 5 megapikseli i pozwala na nagrywanie filmów HD 1080p. iPad mini 2 aktualnie pracuje z systemem iOS 12.4.3.

## iPad mini 3
iPad mini 3 – trzecia generacja iPada mini została zaprezentowana 16 października 2014 roku. Nowy model otrzymał Touch ID (czytnik linii papilarnych) w przycisku Home oraz w porównaniu do iPad mini 2 dostępny również w kolorze złotym. Do sprzedaży urządzenie trafiło 17 października 2014.

## iPad mini 4
iPad mini 4 – czwarta generacja iPada mini została zaprezentowana 9 września 2015 roku. Nowy model otrzymał nową kamerę 8 Mpx w porównaniu do poprzednich wersji, które posiadały kamerę 5 Mpx. Zmieniły się również wymiary - jest cieńszy i lżejszy od poprzedników. iPad mini 4 jest dostępny w kolorach srebrny, gwiezdna szarość oraz złoty. 

## iPad mini 5
iPad mini 5 – piąta generacja iPada mini została zaprezentowana 18 marca 2019 roku. Nowy model otrzymał m.in. znacznie szybszy procesor posiadający 6 rdzeni (poprzednio dwa) oraz 7 MP przednią kamerę (poprzednio 1.2 MP). 

## iPad mini 6
iPad mini 6 – szósta generacja iPada mini została zaprezentowana 14 września 2021 roku. Nowy model oprócz technicznych ulepszeń otrzymał nowy wygląd, pierwszy raz wyraźnie odbiegający od wszystkich poprzednich modeli z serii mini. Przycisk Home został usunięty, zmieniły się proporcje ekranu oraz wprowadzono nowe kolory obudowy. 

## Porównanie
|                               |                               | iPad mini (Jesień 2012)                                                                                          | iPad mini 2 (Jesień 2013)                                                                                        | iPad mini 3 (Jesień 2014)                                                                                        | iPad mini 4 (Jesień 2015)                                                                                        |
| ----------------------------- | ----------------------------- | --- | --- | --- | --- |
| Numer modelu                  | Numer modelu                  | A1432 A1454 (GSM) A1455 (MM)                                                                                     | A1489 A1490 (GSM) A1491 (TD-LTE)                                                                                 | A1599 A1600 A1601 (GSM)                                                                                          | A1538 A1550 (WiFi + GSM)                                                                                         |
| Dostępność (strona Apple)     | Dostępność (strona Apple)     | Sprzedaż zakończona (niedostępny)                                                                                | Sprzedaż zakończona (niedostępny)                                                                                | Sprzedaż zakończona (niedostępny)                                                                                | Sprzedaż zakończona (niedostępny)                                                                                |
| Wewnętrzne wersje             | Wewnętrzne wersje             | iPad 2,5 – iPad 2,7                                                                                              | iPad 4,4 – iPad 4,6                                                                                              | iPad 4,7 – iPad 4,9                                                                                              | |
| Pojemność                     | Pojemność                     | 16, 32 oraz 64 GB                                                                                                | 16, 32, 64 oraz 128 GB                                                                                           | 16, 32, 64 oraz 128 GB                                                                                           | 16, 32, 64 oraz 128 GB                                                                                           |
| Żywotność baterii             | Żywotność baterii             | 10 godzin (9 godzin przy użyciu 3G/4G)                                                                           | 10 godzin (9 godzin przy użyciu 3G/4G)                                                                           | 10 godzin (9 godzin przy użyciu 3G/4G)                                                                           | 10 godzin (9 godzin przy użyciu 3G/4G)                                                                           |
| Pojemność baterii             | Pojemność baterii             | 16,5 Wh | 23,8 Wh | 23,8 Wh | 23,8 Wh |
| Waga                          | Waga                          | 308 g (Wi-Fi) 312 g (Wi-Fi + 4G)                                                                                 | 331 g (Wi-Fi) 341 g (Wi-Fi + 4G)                                                                                 | 331 g (Wi-Fi) 341 g (Wi-Fi + 4G)                                                                                 | 299 g (Wi-Fi) 304 g (Wi-Fi + 4G)                                                                                 |
| Wymiary (wys.x szer. x grub.) | Wymiary (wys.x szer. x grub.) | 200,0 × 134,7 × 7,2 mm                                                                                           | 200,0 × 134,7 × 7,5 mm                                                                                           | 200,0 × 134,7 × 7,5 mm                                                                                           | 203,2 × 134,8 × 6,1 mm                                                                                           |
| Wyświetlacz o przekątnej      | Wyświetlacz o przekątnej      | 201 mm (7,9 Cali)                                                                                                | 201 mm (7,9 Cali)                                                                                                | 201 mm (7,9 Cali)                                                                                                | 201 mm (7,9 Cali)                                                                                                |
| Rozdzielczość ekranu          | Rozdzielczość ekranu          | 1024 × 768 Pixel, 163 ppi                                                                                        | 2048 × 1536 Pixel, 326 ppi („Retina Display“)                                                                    | 2048 × 1536 Pixel, 326 ppi („Retina Display“)                                                                    | 2048 × 1536 Pixel, 326 ppi („Retina Display“)                                                                    |
| Aktualny system operacyjny    | Aktualny system operacyjny    | iOS 9.3.6 | iOS 12.4.3 | iOS 12.4.3 | iPadOS 13 |
| Aparat                        | tylny                         | Foto: 5 Megapixeli Video: 1080p                                                                                  | Foto: 5 Megapixeli Video: 1080p                                                                                  | Foto: 5 Megapixeli Video: 1080p                                                                                  | Foto: 8 Megapixeli Video: 1080p                                                                                  |
| Aparat                        | przedni                       | Foto: 1,2 Megapixel Video: 720p                                                                                  | Foto: 1,2 Megapixel Video: 720p                                                                                  | Foto: 1,2 Megapixel Video: 720p                                                                                  | Foto: 1,2 Megapixel Video: 720p                                                                                  |
| System-on-a-Chip              | SoC-Bezeichnung               | Apple A5 S5L8942                                                                                                 | Apple A7 S5L8960                                                                                                 | Apple A7 S5L8960                                                                                                 | Apple A8 |
| System-on-a-Chip              | RAM                           | 512 MB | 1024 MB | 1024 MB | 2048 MB |
| System-on-a-Chip              | Procesor                      | ARM-Cortex A9 (1 GHz; Dual-Core)                                                                                 | ARM v8-basiert (1,3 GHz; 64-bit-Dual-Core)                                                                       | ARM v8-basiert (1,3 GHz; 64-bit-Dual-Core)                                                                       | ARM v8-basiert (1,3 GHz; 64-bit-Dual-Core)                                                                       |
| System-on-a-Chip              | Procesor graficzny            | PowerVR SGX543MP2 (200 MHz)                                                                                      | PowerVR G6430 | PowerVR G6430 | PowerVR G6450 |
| Łączność                      | WLAN + Bluetooth-Chip         | Broadcom BCM4334                                                                                                 | Broadcom BCM43342                                                                                                | Broadcom BCM43342                                                                                                | |
| Łączność                      | WLAN                          | 802.11a/b/g/n (802.11n 2,4 GHz und 5 GHz)                                                                        | 802.11a/b/g/n (802.11n 2,4 GHz und 5 GHz) + MIMO                                                                 | 802.11a/b/g/n (802.11n 2,4 GHz und 5 GHz) + MIMO                                                                 | 802.11a/b/g/n (802.11n 2,4 GHz und 5 GHz) + MIMO                                                                 |
| Łączność                      | Bluetooth                     | Bluetooth 4.0 | Bluetooth 4.0 | Bluetooth 4.0 | Bluetooth 4.2 |
| Łączność                      | Modem                         | Qualcomm MDM9615                                                                                                 | Qualcomm MDM9615                                                                                                 | Qualcomm MDM9615                                                                                                 | Qualcomm MDM9615                                                                                                 |
| Łączność                      | 2G/3G/4G                      | Razem z Wi-Fi: • GSM/EDGE (850, 900, 1800, 1900 MHz) • UMTS/HSPA/HSPA+/DC-HSDPA (850, 900, 1900, 2100 MHz) • LTE | Razem z Wi-Fi: • GSM/EDGE (850, 900, 1800, 1900 MHz) • UMTS/HSPA/HSPA+/DC-HSDPA (850, 900, 1900, 2100 MHz) • LTE | Razem z Wi-Fi: • GSM/EDGE (850, 900, 1800, 1900 MHz) • UMTS/HSPA/HSPA+/DC-HSDPA (850, 900, 1900, 2100 MHz) • LTE | Razem z Wi-Fi: • GSM/EDGE (850, 900, 1800, 1900 MHz) • UMTS/HSPA/HSPA+/DC-HSDPA (850, 900, 1900, 2100 MHz) • LTE |
| Wyjścia                       | Wyjścia                       | Lightning, Słuchawki                                                                                             | Lightning, Słuchawki                                                                                             | Lightning, Słuchawki                                                                                             | Lightning, Słuchawki                                                                                             |
| Głośnik                       | Głośnik                       | Stereo | Stereo | Stereo | Stereo |
| Mikrofon                      | Mikrofon                      | Mono | Stereo | Stereo | Stereo |
| Sensor                        | Sensor                        | – | – | Touch ID | Touch ID |